# Snuff Garrett
Tommy (Snuff) Garrett (nabij Dallas, 5 juli 1939 – Tucson, Arizona, 16 december 2015) was een Amerikaans musicus en ondernemer. Hij begon zijn loopbaan als diskjockey en tv-host. Hierna werd hij muziekarrangeur, talentscout en muziekproducent voor Liberty Records en vervolgens voor zijn eigen labels Viva Records en Garrett Records. De opkoop van oude filmrechten bracht hem een gouden tijd totdat hij in 1980 op 41-jarige leeftijd met pensioen ging.

## Biografie
Garrett, bijnaam Snuff als vernoeming naar de snuiftabak van het merk Levi Garrett, zette zijn eerste stappen in de muziekindustrie als diskjockey bij lokale radiostations, waar hij uitgebreide kennis opdeed over popmuziek. Nog in zijn tienerjaren verbleef hij korte tijd in Hollywood en kwam vervolgens terug naar Texas. Hij werkte als dj in Lubbock en in Wichita Falls, beide in Texas, en was daarnaast host bij een lokaal televisiestation.
Op zijn zeventiende ontmoette hij Buddy Holly in Lubbock. Toen Holly op 3 februari 1959 door een vliegtuigongeluk om het leven kwam - The day the music died genoemd - werd dit bericht overschaduwd door de vliegtuigcrash bij LaGuardia waarbij 65 mensen het leven lieten. In tegenstelling tot het mainstrainnieuws hield Garrett die dag een tribuutuitzending voor Buddy Holly.
Vanaf 1958 werkte hij voor Liberty Records in New York en produceerde hij onder meer voor Frank Sinatra, Gary Lewis & the Playboys (This diamond ring), Bobby Vee, Walter Brennan en Johnny Burnette, wat een groot aantal hits opleverde. Ook bezorgde hij Phil Spector zijn eerste baan in de muziekindustrie. Verder bracht hij gedurende de jaren zestig de reeks instrumentale elpees met de naam The 50 Guitars of Tommy Garrett op de markt waarvan zes versies de hitlijsten bereikten. Het arrangement kwam meestal van Ernie Wilkins met Tommy Tedesco als leadgitarist. In de zeven jaar die hij hier werkte, maakte hij meestal lange dagen en klom hij op tot hoofd van de  afdeling Artist and Repertoire, die nieuw talent scout en artistieke ontwikkeling begeleidt.
In 1966 zette hij zijn eigen muzieklabel en uitgeverij Viva Records op die hij later aan Warner verkocht voor tweeënhalf miljoen dollar. Na enkele rustige jaren hervatte hij zijn werkzaamheden met het label Garrett Records en produceerde voor artiesten als Cher en J.J. Cale. Later produceerde hij ook werk voor Brenda Lee en Roy Rogers, waarmee hij zich van pop- en rockmuziek verplaatste richting easy listening. Verder produceerde hij in de jaren zeventig muziek voor Nancy Sinatra.
In 1974 regelde hij dat The Cats werden ondergebracht bij het muzieklabel Fantasy. Dit was in de periode dat deze Nederlandse band twee elpees liet produceren door de Amerikaanse producer Al Capps, die ook op advies van Garrett was aangetrokken. Garrett was voor die samenwerking ook nog in Volendam, maar werkte slechts zijdelings mee met de productie van Capps. Wel componeerde hij mede het nummer Comedy or tragedy dat op de tweede Amerikaanse elpee Hard to be friends verscheen.
In 1976 kocht hij de cassetterechten van Republic Pictures en RKO Pictures op, toen de videorecorder voor thuisgebruik zijn beginjaren kende. Dankzij deze aankoop verdiende hij jaarlijks rond 2,3 miljoen dollar tot hij in 1980 het werkzame leven voorgoed achter zich liet en zich terugtrok op een ranch in Sonoita in Arizona. Een beroerte in 1983 was mede de reden voor de workaholic om met zijn werkzame leven stoppen.
Hij overleed op 76-jarige leeftijd aan kanker in het ziekenhuis van Tucson.
- Bibliothèque nationale de France: cb14100234r (data)
- Gemeinsame Normdatei: 1183148445
- International Standard Name Identifier: 0000 0001 1164 3501
- Library of Congress Control Number: n89106162
- MusicBrainz: 8edc734d-5c29-4cdb-8816-714124f66219
- Nationale Bibliotheek van Israël: 987012414776205171
- SNAC: w6vm5c8t
- Système universitaire de documentation: 152969004
- Virtual International Authority File: 162375984
- WorldCat: E39PBJdcwDBR6CRKQyKjjXqJDq